# Great Portland Street (stacja metra)
Great Portland Street - stacja metra londyńskiego na terenie City of Westminster, leżąca na trasie trzech linii: Circle Line, Hammersmith & City Line oraz Metropolitan Line. Została otwarta 10 stycznia 1863 roku, jako część pierwszego na świecie odcinka metra. Od 1917 roku nosi obecną nazwę. Według danych za rok 2008, korzysta z niej niespełna 7 mln pasażerów rocznie. Należy do pierwszej strefy biletowej.

## Galeria

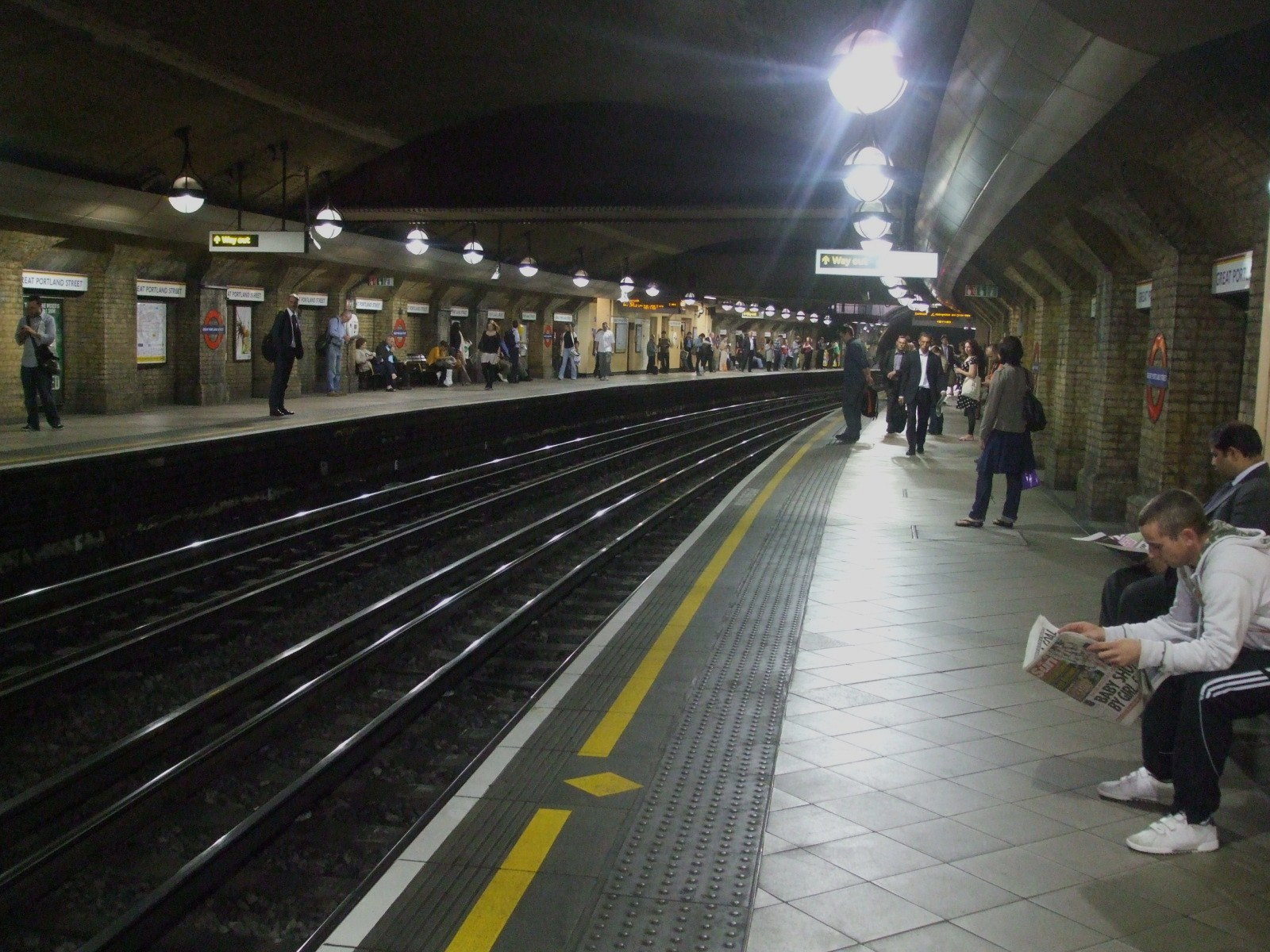
Perony
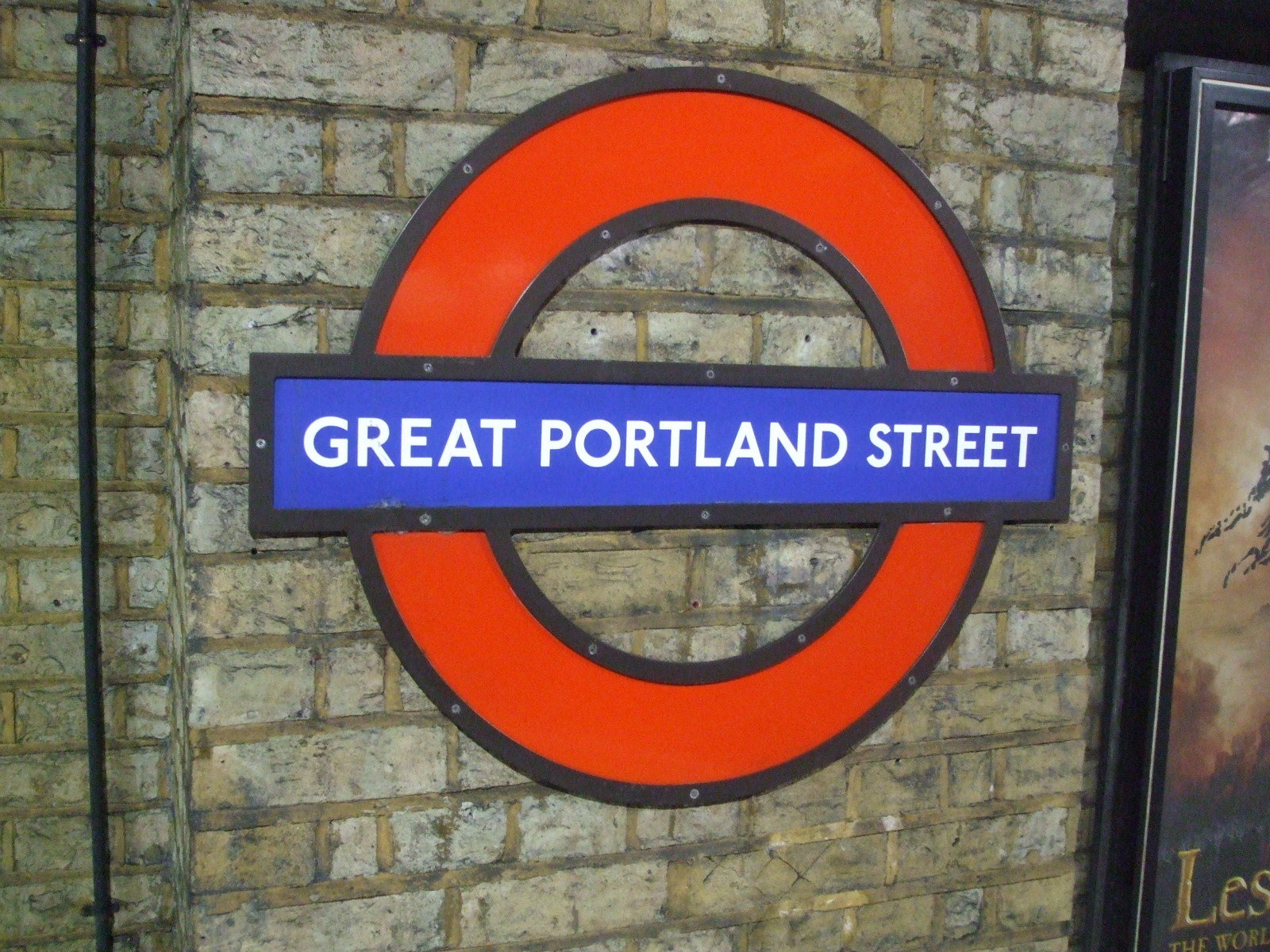
Logo stacji